# Lindsay Kemp

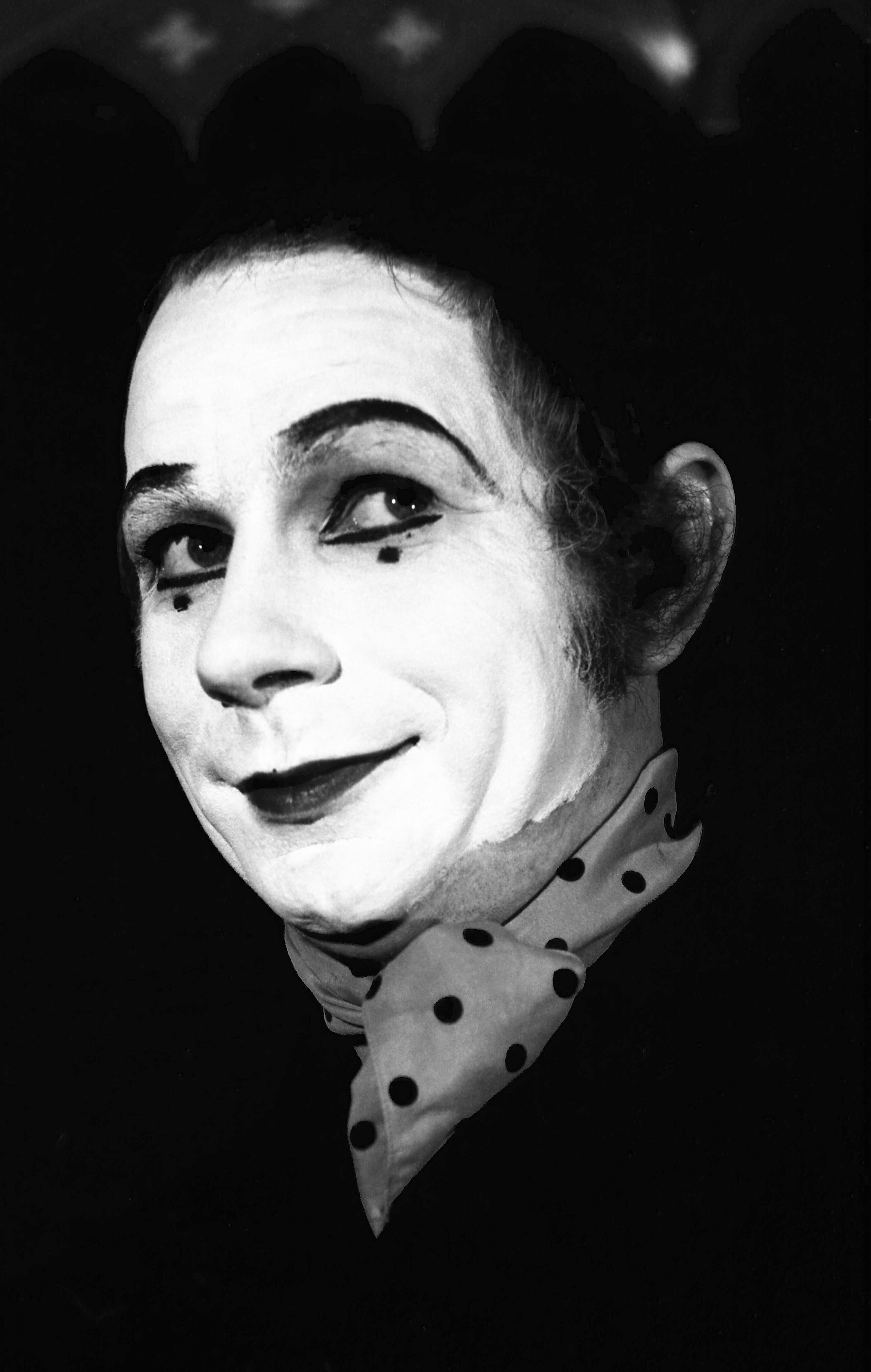
Lindsay Kemp, fotografiert 1969 von Allan Warren

Lindsay Keith Kemp (* 3. Mai 1938 in South Shields, England; † 25. August 2018 in Livorno) war ein britischer Tänzer, Pantomime, Schauspieler und Regisseur. In seinen provokant erotischen, transgressiven Inszenierungen vereinte er Einflüsse aus dem japanischen Theater (Kabuki und Nō) mit Ballett und Commedia dell’arte. Seine Zusammenarbeit mit David Bowie (mit dem er zeitweise auch liiert war) und mit Kate Bush sowie einige Filmrollen machten ihn ab den 1970er Jahren auch einem breiteren Publikum abseits der Theaterbühne bekannt.

## Leben und Werk
Kemp wurde 1938 in South Shields (damals im County Durham) an der englischen Nordseeküste geboren. Zwei Jahre zuvor war seine Schwester im Alter von fünf Jahren an Meningitis gestorben. 1940 kam sein Vater, ein Offizier in der britischen Handelsmarine, bei einem deutschen U-Boot-Angriff ums Leben. Diese beiden Todesfälle – und die damit einhergehende strenge Erziehung der Mutter – prägten Kemps Selbstbild nachhaltig.
Schon früh in seiner Kindheit, die er je nach Quelle entweder in South Shields oder in Birkenhead (Cheshire) verbrachte, kam sein Interesse an Tanz und Theater zum Vorschein. In den 1950er Jahren wurde er von der Royal Air Force als Sanitäter zum National Service eingezogen, wo er schon bald wieder als untauglich entlassen wurde, nachdem er geschminkt und Sandalen tragend zum Appell erschienen war.
1966 lernte Kemp David Bowie kennen. Der nahm schon bald Tanzunterricht bei ihm, woraus sich eine Liebesbeziehung entwickelte. Im folgenden Jahr gingen Kemp und Bowie mit ihrer gemeinsamen Show Pierrot in Turquoise auf Tour. Die Beziehung endete jedoch abrupt, als Kemp Bowie in flagranti mit der Kostümdesignerin des Stücks überraschte und daraufhin einen Suizidversuch unternahm. 1972 arbeitete er noch einmal mit Bowie an dessen Konzeptalbum The Rise and Fall of Ziggy Stardust and the Spiders from Mars zusammen, entwarf Kostüme für die dazugehörige Tournee und choreografierte Bowies Bühnenauftritte als titelgebender Rockstar Ziggy Stardust.
1973 spielte Kemp im Horrorfilm The Wicker Man an der Seite von Christopher Lee die Rolle des Pub-Besitzers Alder MacGreagor. Trotz einiger weiterer Engagements durch Derek Jarman und Ken Russell blieben Filmrollen in seiner Karriere die Ausnahme, da er sich selbst nicht als Schauspieler betrachtete.
Sein West-End-Debüt gab Kemp 1974 im Stück Flowers, einer Adaption von Jean Genets Roman Notre-Dame-des-Fleurs, der einige Jahre zuvor Gegenstand mehrerer Verbotsverfahren – darunter auch eines in Deutschland – gewesen war. Das von Kemp selbst adaptierte Stück, in dem er auch die Hauptrolle der Our Lady übernahm, wurde von der Presse größtenteils kritisch besprochen, erfreute sich aber in Londons Schwulenszene großer Beliebtheit.
1977 entwarf Kate Bush die Kostüme für Kemps Adaption von Richard Strauss’ Oper Salome. Die gesamte Besetzung war männlich; Kemp selbst spielte die Titelrolle mit paillettenbesetzten Pasties. Im Gegenzug choreografierte er 1993 Bushs Kurzfilm The Line, the Cross and the Curve, in dem er auch eine Rolle übernahm.
2017 wurde im Teatro Giuseppe Verdi in Pisa unter seiner Regie die Zauberflöte aufgeführt.

## Rezeption
Die Kritiken zu Kemps Werk fielen unterschiedlich aus. Während ihm besonders britische Kritiker technische Schwächen vorwarfen, nannte ihn das Artefact Magazine des London College of Communication “arguably the most significant living figure in modern dance” („wohl die wichtigste zeitgenössische Persönlichkeit des Modern Dance“). Weiter schrieb der Guardian: “Into the serious world of 1960s and 1970s British theatre, he injected a huge dose of camp, with productions drenched in blood and glitter, full of pansexual orgies and naked young men.” („Er impfte der ernsten britischen Theaterwelt der 1960er und 1970er eine gewaltige Dosis Camp ein, durch vor Blut und Glitter nur so strotzende Inszenierungen voller pansexueller Orgien und nackter junger Männer.“)
In Spanien und Italien wurde Kemps Stil von Anfang an positiver aufgenommen als in seinem Heimatland, weshalb er mit seinem Ensemble ab 1979 in Barcelona, später dann in Rom und Umbrien ansässig war. Kemp lebte zuletzt in Livorno, wo er im August 2018 im Alter von 80 Jahren starb; er war noch immer regelmäßig aufgetreten.

## Filmografie (Auszug)
- 1970: Gruft der Vampire (The Vampire Lovers)
- 1972: Savage Messiah
- 1973: The Wicker Man
- 1976: Sebastiane
- 1977: Valentino
- 1978: Jubilee
- 1985: A Midsummer Night’s Dream (Fernsehfilm; auch Drehbuchautor)
- 1993: The Line, the Cross and the Curve (Kurzfilm)
- 1998: Velvet Goldmine
- 2020: Lindsay Kemp Claudio Barontini. Drawings and photographs (Art documentary)

## Dokumentation
- Personenbeschreibung: Lindsay Kemp und David Haughton – Ein Liebespaar, Dokumentarfilm von Georg Stefan Troller, 34 Min., ZDF, 21. August 1977